# سوخا لوز
سوخا لوز (به چکی: Suchá Loz) یک منطقهٔ مسکونی در جمهوری چک است که در ناحیه اوهرسکه هرادیشتی واقع شده‌است. سوخا لوز ۱۷٫۰۱ کیلومتر مربع مساحت و ۱٬۰۷۹ نفر جمعیت دارد و ۳۰۴ متر بالاتر از سطح دریا واقع شده‌است.